# Opwijk
Opwijk è un comune belga situato nelle Fiandre (Brabante Fiammingo), a Nord-Ovest della provincia. Il paese ha dal 1977 un borgo con Mazenzele e conta circa 13 500 abitanti.

## Geografia fisica
Il comune fa parte del Diamante fiammingo e della regione geografica Kouters Brabante.
Si trova ad una distanza di 20 km dalla capitale Bruxelles e da Mechelen e ad una distanza di 12 km dalle città di Aalst e Dendermonde.
Oltre alla stessa Opwijk, la municipalità comprende altri tre centri che sono Droeshout (situato a Sud-Ovest a circa 2 km da Opwijk), Mazenzele (situato anch'esso a Sud-Ovest a circa 4 km da Opwijk) e Nijverseel (situato a ovest a circa 3 km dal Opwijk).